# Dringis
Il lago Dringis (tradotto dal lituano dringti “opaco” e dal lettone driegnis “luogo paludoso”) è un lago situato nel distretto di Ignalina (contea di Utena) a nord-est della Lituania.
Rientra nel bacino idrografico dello Žeimena e nel parco nazionale dell'Aukštaitija.

## Descrizione
Sulla sponda settentrionale del lago c’è Vaišniūnai, su quella meridionale Meironys e su quella orientale Siūriai. Ci sono diverse penisole perché la costa è la più frastagliata tra i laghi della regione storica dell’Aukštaitija (29,52 km escluse le isole, 33,34 km includendole). Ci sono 7 isole, di cui la maggiore, Naršiuskis, si estende per 1,83 ettari, la minore, senza nome, misura 0,13 ettari.
Il lago occupa 7,07 km quadrati di superficie. La lunghezza da sud-ovest a nord-est è di 4.44 km, la larghezza massima è di 3,9 km. L’altitudine sul livello del mare è di 139 m. La profondità massima è di 24,0 m, quella media è di 8,4 m. Il volume ammonta a 149,7 km². Le coste a nord-ovest e nord-est sono alte, ripide: altrove sono basse e paludose. Tutti i litorali sono circondati da foreste di conifere, eccezion fatta per il lato meridionale. 
Per quanto riguarda il turismo, ci sono 2 centri turistici che offrono la possibilità di campeggiare a nord.
Nel 2016, un’indagine sulla vita ittiologica nel Dringis ha rilevato una presenza numerosa di persici reali, gardon e lucci, specie comune anche nei vicini laghi locali.